# Eskice, Kozluk
Eskice (tiếng Kurd: Sûcê, Xoxê) là một xã thuộc huyện Kozluk, tỉnh Batman, Thổ Nhĩ Kỳ. Dân số thời điểm năm 2021 là 451 người.